# Zehra Öktem
Zehra Öktem (Trebisonda, 4 de septiembre de 1959) es una deportista turca que compitió en tiro con arco, en la modalidad de arco recurvo.
Ganó dos medallas de bronce en el Campeonato Mundial de Tiro con Arco al Aire Libre, en los años 1991 y 1997, y dos medallas de bronce en el Campeonato Europeo de Tiro con Arco al Aire Libre, en los años 1990 y 1994.

## Palmarés internacional
| Campeonato Mundial al Aire Libre | Campeonato Mundial al Aire Libre | Campeonato Mundial al Aire Libre | Campeonato Mundial al Aire Libre |
| Año                              | Lugar                            | Medalla                          | Prueba                           |
| -------------------------------- | -------------------------------- | -------------------------------- | -------------------------------- |
| 1991                             | Cracovia (Polonia)               | Medalla de bronce                | Individual                       |
| 1997                             | Victoria (Canadá)                | Medalla de bronce                | Equipo                           |
| Campeonato Europeo al Aire Libre |                                  |                                  |                                  |
| Año                              | Lugar                            | Medalla                          | Prueba                           |
| 1990                             | Barcelona (España)               | Medalla de bronce                | Equipo                           |
| 1994                             | Nymburk (República Checa)        | Medalla de bronce                | Equipo                           |